# 小林正則 (政治家)
小林 正則（こばやし まさのり、1952年（昭和27年）7月24日 - ）は、日本の政治家。元東京都小平市長（4期）、元東京都議会議員（3期）、元小平市議会議員（2期）。

## 来歴
新潟県長岡市生まれ。新潟県立三条工業高等学校（現：新潟県立新潟県央工業高等学校）を経て産業能率大学卒業。佐藤螺子製作所（サトーラシ）や生活クラブ生活協同組合職員を経て、社会民主連合の大柴滋夫、菅直人両衆議院議員の秘書を務める。
小平市議会議員を2期、東京都議会議員（小平市選挙区選出）を3期務める。社民連の解党後は新党さきがけに入党し、さきがけ東京（新党さきがけの東京都支部連合会）幹事長も務めた。その後民主党（旧）に加わり民主党東京幹事長代理を務め、都議会では民主党政策調査会長を務める。
2005年4月3日執行の小平市長選挙に、民主・共産・社民・ネット4党の支援を受けて出馬。自由民主党、公明党の推薦を受けた現職の前田雅尚市長を破り、初当選した（投票率は、40.82%）。
2009年4月5日執行の小平市長選挙では、前回同様4党の推薦・支援により前小平市教育長の坂井康宣をダブルスコアで下し、再選（投票率は、39.31%）。
2013年4月7日執行の小平市長選挙では前々回同様4党および生活の推薦で、自民・公明・みんな・維新4党推薦の元小平市議ら3人の対立候補を破り、3選（投票率は、37.28%）。
小林は初当選時に「多選自粛」を公約し3期12年で引退するとしていたが、2017年4月9日執行の小平市長選で民進・共産・社民・ネットの推薦を受け出馬。自民党推薦の元市議など新人2人を破り4選。
2020年11月25日、5選不出馬を表明した。

### 小平市長
小平市は元々保守地盤の強い地域であり、東京都下で軒並み革新首長が誕生した1960-70年代にも保守市政を守り抜いたため、2005年の小林の当選により初めて非自民系の市長が誕生した。
2005年の市長選挙では、前田雅尚市長の高齢・多選による弊害が選挙戦で焦点になった。前田は元小平市職員であり、3期12年間の市長時代に職員時代を加えれば、ほぼ半世紀以上にわたって小平市政に関わっていた。小林は、前田市政の堅実さを評価しつつも、官僚的で硬直化した市政を転換すべきと訴えた。
日本共産党は当初、独自候補（小平地区労議長の山内勝男）の擁立を進めていたが、共倒れを危惧した民主党が共産党に共闘を呼びかけた結果、共産党は小林を支持した。

## 人物
- 全国で唯一の、社会民主連合の党員歴のある首長であった。